# Антинаркотическая полиция Ирана
Антинаркоти́ческая поли́ция Сил правопоря́дка Исла́мской Респу́блики Ира́н (перс. پلیس مبارزه با مواد مخدر ناجا‎) — одна из правоохранительных органов Ирана, структурное подразделение Сил правопорядка Исламской Республики Иран. 
Задачами иранской антинаркотической полиции являются противодействие незаконному обороту наркотических средств, психотропных веществ и их прекурсоров. Иран с восточной стороны граничит с Афганистаном — одной из главных стран-производителей опиоидных наркотиков, которая является одной из начальных точек мирового наркотрафика. Опиум в Иране широко доступен и дёшев, из-за чего страна имеет самый высокий в мире уровень его потребления.
Силы правопорядка Исламской Республики Иран, в частности одна из его подразделений — антинаркотическая полиция осуществляет жёсткие меры по противодействию незаконного оборота наркотических средств в Иране, противодействие их ввозу на территорию Ирана и вывозу с территории страны. Эффективность этих мер остаётся низкой.